# Barleria inclusa
Barleria inclusa är en akantusväxtart som beskrevs av I.Darbysh.. Barleria inclusa ingår i släktet Barleria och familjen akantusväxter. Inga underarter finns listade i Catalogue of Life.